# Карлссон, Юнатан
Юнатан Густав Карлссон (швед. Jonathan Gustav Karlsson; Пустой шаблон {{ВД-Преамбула}} ) — шведский футболист, защитник «Хаммарбю».

## Клубная карьера
Футболом начал заниматься в клубе «Ханвикен». В его составе дебютировал в 2019 году во взрослом футболе, сыграв два матча в третьем шведском дивизионе. В 2020 году перешёл в юношескую команду  «Юргордена». Осенью 2022 года был признан лучшим молодым игроком академии клуба. В декабре того же года присоединился к другому столичному клубу — «Стокгольм Интернасионале», выступающему в первом дивизионе.
В январе 2024 года перешёл в «Сандвикен», с которым подписал контракт на три года. Первую игру за новый клуб провёл 31 марта в матче первого тура Суперэттана против «Ландскруны». В общей сложности за клуб принял участие в 29 матчах, в которых забил один гол.
19 декабря 2024 года стал игроком «Хаммарбю», заключив соглашение, рассчитанное на пять лет. Впервые за основной состав сыграл 15 февраля 2025 года в матче группового этапа кубка страны с «Варбергом». 13 апреля во встрече с «Юргорденом» дебютировал в чемпионате Швеции, заменив в конце второго тайма Тесфальдета Теки.

## Личная жизнь
Родился в Карлскуге. Его мать родом со Шри-Ланки, отец — швед.

## Клубная статистика
| Выступление              | Выступление      | Выступление      | Лига | Лига | Кубки | Кубки | Конт. кубки | Конт. кубки | Итого | Итого |
| Клуб                     | Лига             | Сезон            | Игры | Голы | Игры  | Голы  | Игры        | Голы        | Игры  | Голы  |
| ------------------------ | ---------------- | ---------------- | ---- | ---- | ----- | ----- | ----------- | ----------- | ----- | ----- |
| Ханвикен                 | Дивизион 3       | 2019             | 2    | 0    | 0     | 0     | 0           | 0           | 2     | 0     |
| Ханвикен                 | Итого            | Итого            | 2    | 0    | 0     | 0     | 0           | 0           | 2     | 0     |
| Стокгольм Интернасионале | Дивизион 1       | 2023             | 29   | 2    | 2     | 0     | 0           | 0           | 31    | 2     |
| Стокгольм Интернасионале | Итого            | Итого            | 29   | 2    | 2     | 0     | 0           | 0           | 31    | 2     |
| Сандвикен                | Суперэттан       | 2024             | 28   | 1    | 1     | 0     | 0           | 0           | 29    | 1     |
| Сандвикен                | Итого            | Итого            | 28   | 1    | 1     | 0     | 0           | 0           | 29    | 1     |
| Хаммарбю                 | Алльсвенскан     | 2025             | 2    | 0    | 3     | 0     | 0           | 0           | 5     | 0     |
| Хаммарбю                 | Итого            | Итого            | 2    | 0    | 3     | 0     | 0           | 0           | 5     | 0     |
| Всего за карьеру         | Всего за карьеру | Всего за карьеру | 61   | 3    | 6     | 0     | 0           | 0           | 67    | 3     |